# Viitajärvi (sjö i Mellersta Österbotten)
Viitajärvi är en sjö i Finland. Den ligger i kommunen Karleby i landskapet Mellersta Österbotten, i den centrala delen av landet, 400 km norr om huvudstaden Helsingfors. Viitajärvi ligger 98 meter över havet. Arean är 21,9 hektar och strandlinjen är 3,65 kilometer lång. Sjön  ingår i Lesti å huvudavrinningsområde.   I omgivningarna runt Viitajärvi växer i huvudsak blandskog.
Vid Viitajärviligger den tidigare ön Pirttisaari.